# Richard H. Holm
Richard Hadley Holm (24 septembre 1933 - 15 février 2021) est un chimiste inorganique américain.

## Biographie
Originaire de Boston, Massachusetts Holm obtient son BS de l'Université du Massachusetts à Amherst en 1955  et son doctorat du Massachusetts Institute of Technology en 1959 sous la direction de Frank Albert Cotton. En tant que chercheur indépendant, il rejoint la faculté de chimie de l'Université Harvard en 1962. Il est ensuite membre des facultés de l'Université du Wisconsin à Madison, du Massachusetts Institute of Technology et de l'Université Stanford avant de retourner à Harvard en 1980. Il est le professeur Higgins de chimie à Harvard.
Les recherches de Holm englobent les aspects synthétiques, structurels et de réactivité de la chimie des éléments de transition. Il est surtout connu pour les préparations des premiers analogues synthétiques des sites actifs des protéines fer-soufre. Ces découvertes sont importantes dans le développement de la chimie bioinorganique. Il poursuit ses travaux dans le domaine des clusters fer-soufre jusqu'au bout, examinant les sites actifs des enzymes nitrogénase et monoxyde de carbone déshydrogénase. Il s'intéresse aussi à la chimie biomimétique des oxo-transférases contenant du molybdène et du tungstène.
Ses réalisations sont récompensées par de nombreux prix, dont le prix de l'Académie nationale des sciences en sciences chimiques et la FA Cotton Medal for Excellence in Chemical Research de l'American Chemical Society en 2005. Il est membre de l'Académie nationale des sciences et de l'Académie américaine des arts et des sciences. Il est co-récipiendaire du prix Welch 2016 en chimie avec Stephen J. Lippard (en).